# Kazuki Hiramoto
Kazuki Hiramoto (平本 一樹, Hiramoto Kazuki) est un footballeur japonais né le 18 août 1981. Il est attaquant.

## Palmarès
- Vainqueur de la Coupe du Japon en 2004 avec le Tokyo Verdy
- Vainqueur de la Supercoupe du Japon en 2005 avec le Tokyo Verdy